# Survivor Series
Survivor Series è uno degli eventi a pagamento organizzati con cadenza annuale dalla WWE, il secondo più longevo tra quelli proposti attualmente ed uno dei più importanti, tanto da essere comunemente indicato come uno dei cosiddetti Big Four (insieme a Royal Rumble, WrestleMania e SummerSlam).
Il nome dell'evento e la sua notorietà derivano dalla tipologia del match principale che lo caratterizza, ovvero il Traditional survivor series elimination match, un incontro ad eliminazione a otto o dieci partecipanti suddivisi in due diverse squadre; le edizioni del 1998, 2002 e del 2022 furono le uniche a non presentare questo match.
Per le difficoltà nel creare faide compatibili con il formato dell'evento, la federazione aveva inizialmente stabilito che nel 2010 si sarebbe svolta l'ultima edizione di Survivor Series, ma successivamente ha deciso di mantenerlo in calendario per via del suo forte valore storico.

## Edizioni
| Edizione        | Data             | Città        | Sede                        | Main-event                                                                                                   |
| --------------- | ---------------- | ------------ | --------------------------- | --- |
| 1987 (Dettagli) | 26 novembre 1987 | Richfield    | Richfield Coliseum          | 5-on-5 Survivor Series Elimination match                                                                     |
| 1988 (Dettagli) | 24 novembre 1988 | Richfield    | Richfield Coliseum          | 5-on-5 Survivor Series Elimination match                                                                     |
| 1989 (Dettagli) | 23 novembre 1989 | Rosemont     | Rosemont Horizon            | 4-on-4 Survivor Series Elimination match                                                                     |
| 1990 (Dettagli) | 22 novembre 1990 | Hartford     | Hartford Civic Center       | 5-on-5 Survivor Series Elimination match                                                                     |
| 1991 (Dettagli) | 27 novembre 1991 | Detroit      | Joe Louis Arena             | Hulk Hogan vs. The Undertaker                                                                                |
| 1992 (Dettagli) | 25 novembre 1992 | Richfield    | Richfield Coliseum          | Bret Hart vs. Shawn Michaels                                                                                 |
| 1993 (Dettagli) | 24 novembre 1993 | Boston       | Boston Garden               | 4-on-4 Survivor Series Elimination match                                                                     |
| 1994 (Dettagli) | 23 novembre 1994 | San Antonio  | Freeman Coliseum            | The Undertaker vs. Yokozuna                                                                                  |
| 1995 (Dettagli) | 19 novembre 1995 | Washington   | USAir Arena                 | Bret Hart vs. Diesel                                                                                         |
| 1996 (Dettagli) | 17 novembre 1996 | New York     | Madison Square Garden       | Shawn Michaels vs. Sycho Syd                                                                                 |
| 1997 (Dettagli) | 9 novembre 1997  | Montréal     | Molson Centre               | Bret Hart vs. Shawn Michaels                                                                                 |
| 1998 (Dettagli) | 15 novembre 1998 | Saint Louis  | Kiel Center                 | Mankind vs. The Rock                                                                                         |
| 1999 (Dettagli) | 14 novembre 1999 | Detroit      | Joe Louis Arena             | Big Show vs. The Rock vs. Triple H                                                                           |
| 2000 (Dettagli) | 19 novembre 2000 | Tampa        | Ice Palace                  | Steve Austin vs. Triple H                                                                                    |
| 2001 (Dettagli) | 18 novembre 2001 | Greensboro   | Greensboro Coliseum Complex | 5-on-5 Survivor Series Elimination match                                                                     |
| 2002 (Dettagli) | 17 novembre 2002 | New York     | Madison Square Garden       | Booker T vs. Chris Jericho vs. Kane vs. Rob Van Dam vs. Shawn Michaels vs. Triple H                          |
| 2003 (Dettagli) | 16 novembre 2003 | Dallas       | American Airlines Center    | Goldberg vs. Triple H                                                                                        |
| 2004 (Dettagli) | 14 novembre 2004 | Cleveland    | Gund Arena                  | 4-on-4 Survivor Series Elimination match                                                                     |
| 2005 (Dettagli) | 27 novembre 2005 | Detroit      | Joe Louis Arena             | 5-on-5 Survivor Series Elimination match                                                                     |
| 2006 (Dettagli) | 26 novembre 2006 | Philadelphia | Wachovia Center             | Batista vs. King Booker                                                                                      |
| 2007 (Dettagli) | 18 novembre 2007 | Miami        | AmericanAirlines Arena      | Batista vs. The Undertaker                                                                                   |
| 2008 (Dettagli) | 23 novembre 2008 | Boston       | TD Banknorth Garden         | Chris Jericho vs. John Cena                                                                                  |
| 2009 (Dettagli) | 22 novembre 2009 | Washington   | Verizon Center              | John Cena vs. Shawn Michaels vs. Triple H                                                                    |
| 2010 (Dettagli) | 21 novembre 2010 | Miami        | American Airlines Center    | Randy Orton vs. Wade Barrett                                                                                 |
| 2011 (Dettagli) | 20 novembre 2011 | New York     | Madison Square Garden       | John Cena e The Rock vs. The Miz e R-Truth                                                                   |
| 2012 (Dettagli) | 18 novembre 2012 | Indianapolis | Bankers Life Fieldhouse     | CM Punk vs. John Cena vs. Ryback                                                                             |
| 2013 (Dettagli) | 24 novembre 2013 | Boston       | TD Garden                   | Big Show vs. Randy Orton                                                                                     |
| 2014 (Dettagli) | 23 novembre 2014 | Saint Louis  | Scottrade Center            | 5-on-5 Survivor Series Elimination match                                                                     |
| 2015 (Dettagli) | 22 novembre 2015 | Atlanta      | Philips Arena               | Sheamus vs. Roman Reigns                                                                                     |
| 2016 (Dettagli) | 20 novembre 2016 | Toronto      | Air Canada Centre           | Brock Lesnar vs. Goldberg                                                                                    |
| 2017 (Dettagli) | 19 novembre 2017 | Houston      | Toyota Center               | 5-on-5 Survivor Series Elimination match                                                                     |
| 2018 (Dettagli) | 18 novembre 2018 | Los Angeles  | Staples Center              | Brock Lesnar vs. Daniel Bryan                                                                                |
| 2019 (Dettagli) | 24 novembre 2019 | Rosemont     | Allstate Arena              | Bayley vs. Becky Lynch vs. Shayna Baszler                                                                    |
| 2020 (Dettagli) | 22 novembre 2020 | Orlando      | Amway Center                | Drew McIntyre vs. Roman Reigns                                                                               |
| 2021 (Dettagli) | 21 novembre 2021 | Brooklyn     | Barclays Center             | Big E vs. Roman Reigns                                                                                       |
| 2022 (Dettagli) | 26 novembre 2022 | Boston       | TD Garden                   | Drew McIntyre, Kevin Owens e The Brawling Brutes vs. Roman Reigns, Solo Sikoa, Sami Zayn e The Usos          |
| 2023 (Dettagli) | 25 novembre 2023 | Rosemont     | Allstate Arena              | Cody Rhodes, Jey Uso, Sami Zayn, Seth Rollins e Randy Orton vs. The Judgment Day e Drew McIntyre             |
| 2024 (Dettagli) | 30 novembre 2024 | Vancouver    | Rogers Arena                | Roman Reigns, Sami Zayn, CM Punk e The Usos vs. Solo Sikoa, Jacob Fatu, Tama Tonga, Tonga Loa e Bronson Reed |